# Dactylosporaceae
Dactylosporaceae  Bellem. & Hafellner (1982) es una familia de líquenes crustáceos perteneciente al orden Lecanorales con un único género descrito, Dactylospora. Aunque la mayor parte de las especies pertenecientes a esta familia viven sobre la corteza de los árboles, el denominado talo curticuloso, existen algunas cuyo nicho ecológico se encuentra en el medio marino.